# Österreichischer Fußball-Cup 2005/06

## ÖFB Stiegl Cup

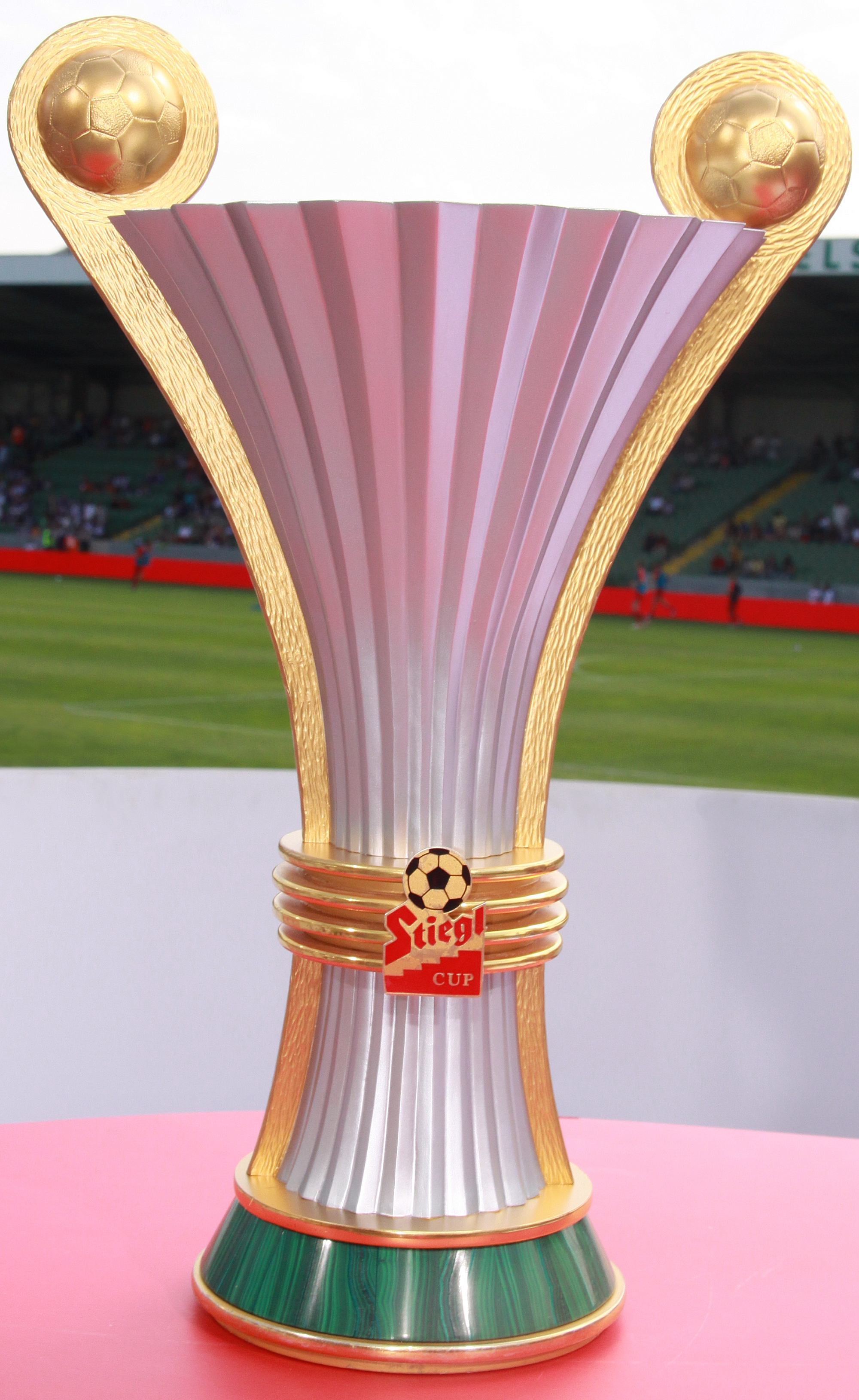
Trophäe des ÖFB-Cups seit 2004.

Der Österreichische Fußballpokal wurde in der Saison 2005/06 zum 72. Mal ausgespielt. Die offizielle Bezeichnung des Wettbewerbs lautete nach dem Bewerbssponsor Stiegl zum dritten Mal in Folge „Stiegl-Cup“. Als Pokalsieger trug sich zum 25. Mal FK Austria Wien in die Annalen ein. Für eine Premiere sorgte der SV Mattersburg mit dem ersten Einzug einer burgenländischen Mannschaft in das Finalspiel. Die Organisation und Ausrichtung des Pokalwettbewerbes oblag der Bundesliga.

### Austragungsmodus
Am ÖFB-Pokal der Saison 2005/06 nahmen insgesamt 56 Amateurvereine aus neun Landesverbänden sowie die 20 Profivereine aus der T-Mobile-Bundesliga und der Red Zac-Erste Liga teil. Die Amateurvereine spielten in einer Vorrunde 28 Klubs aus, die in der 1. Hauptrunde jenen 16 Bundesligavereinen, die sich in der Vorsaison für keinen Europacupbewerb qualifizieren konnten, zugelost wurden. Die Qualifikationskriterien für die Teilnahme an der Vorrunde waren in den einzelnen Bundesländern unterschiedlich geregelt. Jedes Bundesland vergab ein vorbestimmtes Kontingent an Startplätzen an Vereine aus der Regionalliga sowie der jeweiligen höchsten Landesspielklasse. Einzelne Landesverbände ermöglichten durch die Vergabe eines ÖFB-Pokal-Platzes an den jeweiligen Landespokalsieger grundsätzlich auch Vereinen aus den untersten Spielklassen die Teilnahme an diesem Bewerb. Fixplätze wurden ausschließlich an alle Vereine der beiden obersten, professionellen Spielstufen vergeben. Ein direktes Aufeinandertreffen von Bundesligavereinen war erst ab der dritten Zweiten Hauptrunde möglich. Die vier Europacupstarter nahmen erst ab dem Achtelfinale am Bewerb teil.

### Teilnehmende Vereine aus den Landesverbänden
| Wien (4) | Niederösterreich (11) | Burgenland (4)                                                                                  |
| --- | --- | ----------------------------------------------------------------------------------------------- |
| - SV Donau Wien - First Vienna FC 1894 - SK Slovan/HAC Wien - FC Stadlau Für die 1. Hauptrunde gesetzt: - PSV Team für Wien - Wiener Sportklub                                | - Kremser SC - ASK Kottingbrunn - SV Langenrohr - SV Leobendorf - VfB A/W Mödling Amateure - ASK Schwadorf - SKN St. Pölten - 1. SC Sollenau - FC Waidhofen/Ybbs - SV Würmla - SC Zwettl | - SC Eisenstadt - SV Rohrbach - SV Neuberg - SC Neusiedl am See                                 |
| Oberösterreich (9) | Steiermark (9) | Kärnten (6)                                                                                     |
| - FC Blau-Weiß Linz - SK Donau Linz - St. Magdalena/Superfund Amateure - ATSV Sattledt - DSG Union Perg - Union St. Florian - 1. FC Vöcklabruck - Union Vöcklamarkt - FC Wels | - SV Bad Aussee - SV Gleinstätten - Grazer AK Amateure - SK Sturm Graz Amateure - TSV Hartberg - SC Kalsdorf - ASK Köflach - ASK Voitsberg - SC Weiz                                     | - SVG Bleiburg - SV Feldkirchen - SAK Klagenfurt - SK St. Andrä - FC St. Veit/Glan - SV Spittal |
| Salzburg (5) | Tirol (5) | Vorarlberg (3)                                                                                  |
| - ASVÖ FC Puch - Red Bull Salzburg Amateure - PSV Schwarz-Weiß Salzburg - SV Seekirchen 1945 - FC Zell am See                                                                 | - SPG Axams/Götzens - SV Hall - Innsbrucker SK - SVG Reichenau/Aldrans - WSG Wattens | - FC Hard - FC Koblach - FC Lustenau 07                                                         |

### Vorrunde
| Datum      |                            | Ergebnis                         |                                        |
| ---------- | -------------------------- | -------------------------------- | -------------------------------------- |
| 26. Juli   | Grazer AK Amateure         | 2:2 n. V. (2:2, 1:1) (5:4 i. E.) | SV Bad Aussee                          |
| 29. Juli   | SV Würmla                  | 4:3 (1:0)                        | VfB Admira Wacker Mödling Amateure     |
|            | SV Neuberg                 | 2:3 n. V. (2:2, 0:0)             | FC Waidhofen/Ybbs                      |
|            | ASK Köflach                | 2:0 (1:0)                        | SC Weiz                                |
|            | SV Spittal                 | 3:0 (0:0)                        | SVG Bleiburg                           |
|            | Kremser SC                 | 2:0 (0:0)                        | SV Rohrbach                            |
|            | SKN St. Pölten             | 2:0 (0:0)                        | SC Neusiedl am See                     |
| 30. Juli   | SV Leobendorf              | 0:1 (0:0)                        | SV Langenrohr                          |
|            | FC Wels                    | 0:3 (0:3)                        | ATSV Sattledt                          |
|            | DSG Union Perg             | 2:0 (0:0)                        | Union St. Florian                      |
| 31. Juli   | SV Gleinstätten            | 1:0 (0:0)                        | SC Kalsdorf                            |
|            | SK St. Andrä               | 2:0 (0:0)                        | FC St. Veit                            |
| 1. August  | SV Seekirchen 1945         | 0:0 n. V. (4:5 i. E.)            | 1. FC Vöcklabruck                      |
|            | ASK Kottingbrunn           | 1:1 n. V. (1:1) (2:4 i. E.)      | TSV Hartberg                           |
| 2. August  | FC Lustenau 07             | 2:3 (0:1)                        | FC Koblach                             |
|            | FC Hard                    | 1:3 (1:1)                        | WSG Wattens                            |
|            | SPG Axams/Götzens          | 4:3 (1:2)                        | SVG Reichenau/Aldrans                  |
|            | SV Hall                    | 4:0 (3:0)                        | Innsbrucker SK                         |
|            | FC Zell am See             | 0:1 (0:1)                        | PSV Schwarz-Weiß Salzburg              |
|            | SV Feldkirchen             | 0:2 (0:0)                        | SAK Klagenfurt                         |
| 3. August  | Red Bull Salzburg Amateure | 11:0 (6:0)                       | ASVÖ FC Puch                           |
| 5. August  | 1. SC Sollenau             | 3:0 (1:0)                        | SK Slovan/HAC Wien                     |
| 9. August  | FC Stadlau                 | 1:2 n. V. (1:1, 1:0)             | SC Eisenstadt                          |
|            | SK Sturm Graz Amateure     | 5:2 n. V. (2:2, 0:1)             | ASK Voitsberg                          |
|            | SC Zwettl                  | 1:2 n. V. (1:1, 1:1)             | SV Donau Wien                          |
|            | Union Vöcklamarkt          | 3:3 n. V. (1:1, 1:1) (8:7 i. E.) | FC Blau-Weiß Linz                      |
|            | SK Donau Linz              | 1:2 (0:1)                        | SK St. Magdalena/FC Superfund Amateure |
| 15. August | First Vienna FC 1894       | 2:1 (0:0)                        | ASK Schwadorf                          |

### Erste Runde
In der ersten Hauptrunde griffen erstmals die Vereine der T-Mobile-Bundesliga und der Red Zac-Erste Liga in den Bewerb ein. Ausgenommen davon waren jene Klubs die sich im Vorjahr für einen internationalen Wettbewerb qualifizieren konnten. Spielfrei kamen dazu noch SAK Klagenfurt und SKN St. Pölten in die nächste Runde.
In der ersten Runde stiegen folgende Vereine in den Bewerb ein:
| Bundesliga | Erste Liga | Amateure                                         |
| --- | --- | ------------------------------------------------ |
| - SK Sturm Graz - SV Mattersburg - VfB Admira Wacker Mödling - SV Ried - FC Red Bull Salzburg - FC Wacker Tirol | - SCR Altach - FC Gratkorn - Kapfenberger SV - FC Kärnten - FC Kufstein - DSV Leoben - LASK Linz - SC Austria Lustenau - SC Schwanenstadt - FK Austria Wien Amateure | - Wiener Sportklub Wienstrom - PSV Team für Wien |

| Datum         |                            | Ergebnis              |                                        |
| ------------- | -------------------------- | --------------------- | -------------------------------------- |
| 13. September | SV Donau Wien              | 6:0                   | FC Kufstein                            |
| 20. September | Wiener Sportklub Wienstrom | 3:2                   | PSV Team für Wien                      |
| 26. September | FC Waidhofen/Ybbs          | 5:3                   | SK St. Magdalena/FC Superfund Amateure |
|               | SV Spittal                 | 3:1                   | FC Kärnten                             |
| 27. September | 1. FC Vöcklabruck          | 0:2                   | LASK Linz                              |
|               | ASK Köflach                | 1:2                   | SC Schwanenstadt                       |
|               | ATSV Sattledt              | 0:3                   | FC Wacker Tirol                        |
|               | DSG Union Perg             | 2:0                   | 1. SC Sollenau                         |
|               | FC Koblach                 | 0:8                   | Kapfenberger SV                        |
|               | PSV Schwarz-Weiß Salzburg  | 0:10                  | SCR Altach                             |
|               | SC Eisenstadt              | 1:2                   | FK Austria Wien Amateure               |
|               | SK St. Andrä               | 5:2                   | Union Vöcklamarkt                      |
|               | SK Sturm Graz Amateure     | 2:1                   | Red Bull Salzburg Amateure             |
|               | SV Hall                    | 0:5                   | VfB Admira Wacker Mödling              |
|               | SV Würmla                  | 0:1                   | FC Gratkorn                            |
|               | TSV Hartberg               | 0:1                   | SC Austria Lustenau                    |
|               | First Vienna FC 1894       | 2:3                   | FC Red Bull Salzburg                   |
|               | WSG Wattens                | 3:3 n. V. (3:5 i. E.) | DSV Leoben                             |
| 28. September | Grazer AK Amateure         | 1:2                   | SV Mattersburg                         |
|               | Kremser SC                 | 3:5 n. V.             | SK Sturm Graz                          |
|               | SPG Axams/Götzens          | 1:2                   | SV Langenrohr                          |
|               | SV Gleinstätten            | 0:2                   | SV Ried                                |

### Zweite Runde
| Datum       |                            | Ergebnis                    |                           |
| ----------- | -------------------------- | --------------------------- | ------------------------- |
| 17. Oktober | SV Spittal                 | 1:4 (0:2)                   | SCR Altach                |
| 18. Oktober | SAK Klagenfurt             | 0:1 (0:0)                   | FC Gratkorn               |
|             | SV Donau Wien              | 0:4 (0:1)                   | SC Schwanenstadt          |
|             | DSG Union Perg             | 0:3 (0:1)                   | LASK Linz                 |
|             | Wiener Sportklub Wienstrom | 1:5 (1:2)                   | Kapfenberger SV           |
|             | SC Austria Lustenau        | 2:0 (1:0)                   | DSV Leoben                |
|             | SV Langenrohr              | 4:5 (2:2)                   | SK Sturm Graz             |
|             | FC Waidhofen/Ybbs          | 1:3 (1:3)                   | SV Mattersburg            |
|             | SK Sturm Graz Amateure     | 0:3 (0:3)                   | FC Wacker Tirol           |
|             | FK Austria Wien Amateure   | 1:0 (1:0)                   | Red Bull Salzburg         |
| 19. Oktober | SK St. Andrä               | 1:3 (1:2)                   | SV Ried                   |
|             | SKN St. Pölten             | 2:2 n. V. (0:0) (4:3 i. E.) | VfB Admira Wacker Mödling |

### Achtelfinale
Im Achtelfinale stiegen die vier Europacupvertreter in den Bewerb ein:
| Bundesliga                                                   |
| ------------------------------------------------------------ |
| - FK Austria Wien - SK Rapid Wien - FC Superfund - Grazer AK |

| Datum    |                          | Ergebnis                    |                  |
| -------- | ------------------------ | --------------------------- | ---------------- |
| 7. März  | SV Mattersburg           | 3:0 (2:0)                   | SC Schwanenstadt |
|          | FC Superfund             | 3:1 (1:0)                   | Grazer AK        |
|          | Kapfenberger SV          | 2:0 (1:0)                   | LASK Linz        |
| 8. März  | SC Austria Lustenau      | 1:1 n. V. (0:1) (2:4 i. E.) | SK Rapid Wien    |
| 21. März | FK Austria Wien Amateure | 0:5 (0:3)                   | SV Ried          |
|          | SCR Altach               | 2:0 (2:0)                   | SK Sturm Graz    |
|          | SKN St. Pölten           | 1:2 (1:1)                   | FC Gratkorn      |
| 22. März | FK Austria Wien          | 2:0 (1:0)                   | FC Wacker Tirol  |

### Viertelfinale
| Datum    |                 | Ergebnis             |                 |
| -------- | --------------- | -------------------- | --------------- |
| 4. April | SCR Altach      | 2:3 n. V. (1:1, 1:1) | FC Superfund    |
|          | FC Gratkorn     | 1:2 (1:1)            | SV Ried         |
|          | Kapfenberger SV | 0:1 (0:0)            | FK Austria Wien |
|          | SV Mattersburg  | 1:0 (0:0)            | SK Rapid Wien   |

### Semifinale
| Datum     |                       | Ergebnis  |                |
| --------- | --------------------- | --------- | -------------- |
| 18. April | FC Superfund Pasching | 2:3 (1:2) | SV Mattersburg |
| 19. April | FK Austria Wien       | 4:0 (1:0) | SV Ried        |

Das erste Halbfinale brachte ein spannendes Duell zwischen dem FC Superfund aus Pasching und dem SV Mattersburg. Die Mattersburger waren als klarer Außenseiter in das Spiel gestartet, gingen durch Patocka in der 27. Minute aber Überraschend in Führung. Nach dem 2:0 durch Mörz schien trotz Feldüberlegenheit der Paschinger das Spiel gelaufen, doch brachten Vorisek (41.) und Gilewicz (64.) die Oberösterreicher noch einmal heran. Den Siegtreffer erzielte nach einem offenen Schlagabtausch beider Mannschaften Michael Mörz (68.), der damit seine Mattersburger ins erste Pokalfinale der Vereinsgeschichte schoss.
Im zweiten Duell trafen Titelverteidiger Austria und der starke Bundesliga-Aufsteiger aus Ried im Innkreis aufeinander. Die Austria siegte durch Tore von Sebo (29.), Troyanski (57.), Dheedene (69.) und Sasa Papac (91.) klar mit 4:0 und erreichte damit ihr viertes Cupendspiel binnen vier Jahren.

### Finale
Das Finale des ÖFB-Cup wurde am 9. Mai 2006 vor 20.100 Zuschauern im Wiener Ernst-Happel-Stadion ausgetragen. Mit dem SV Mattersburg konnte sich erstmals in der langjährigen Geschichte des österreichischen Cups eine Mannschaft aus dem Burgenland für das Finalspiel qualifizieren. Trotz Tausender burgenländischer Fans konnte der SVM spielerisch nicht mit der Austria konkurrieren und verlor verdient mit 0:3. Die Tore erzielten Sebo (27. Min.), Rushfeldt (45.) und Troyansky in der 82. Minute. Austria Wien sicherte sich ihren 25. Pokalsieg und holte sich nach dem Meistertitel in dieser Saison auch das Double.
| Paarung         | FK Austria Wien – SV Mattersburg |
| Ergebnis        | 3:0 (2:0) |
| Datum           | 9. Mai |
| Tore            | 1:0 Sebo (27.), 2:0 Rushfeldt (45.), 3:0 Troyansky (82.) |
| FK Austria Wien | Szabolcs Sáfár – Fernando Troyansky, Mario Tokić, Saša Papac, Didier Dheedene – Libor Sionko, Vladimír Janočko (63. Nastja Čeh), Jocelyn Blanchard, Markus Kiesenebner (46. Arek Radomski) – Filip Šebo (76. Roman Wallner), Sigurd Rushfeldt Cheftrainer: Frenk Schinkels |
| SV Mattersburg  | Thomas Borenitsch – Martin Lang, Adnan Mravac, Krzysztof Ratajczyk, Jürgen Patocka – Michael Mörz, Dietmar Kühbauer, Cem Atan (86. Bernd Kaintz), Christian Fuchs – Thomas Wagner (75. René Wagner), Ilco Naumoski (84. Patrick Bürger) Cheftrainer: Franz Lederer         |

## ÖFB-Supercup
Der Supercup wurde, nachdem er bereits im Vorjahr nicht mehr zur Austragung kam, eingestellt. An seine Stelle trat ein so genanntes All-Star-Spiel zwischen der T-Mobile-Bundesliga und der Red Zac-Erste Liga. Bei diesem wurden die besten Spieler der Bundesliga und der Ersten Liga via Internet gewählt. Die jeweils 2 beliebtesten Spieler eines Vereins und die 2 besten Trainer der Liga wurden in den Kader der jeweiligen Liga aufgenommen:
T-Mobile-Allstars
Trainer: Frenk Schinkels (FK Austria Magna), Didi Constantini (FC Superfund)
Feld: Jocelyn Blanchard, Filip Šebo (FK Austria Magna), Thomas Linke, Andreas Ivanschitz (Red Bull Salzburg), Michael Baur, Thomas Pichlmann (FC Superfund), Helge Payer, Peter Hlinka (SK Rapid Wien), Mario Sonnleitner, Zlatko Junuzovic (Liebherr GAK), Jürgen Patocka, Michael Mörz (SV Mattersburg), Johannes Ertl, Klaus Salmutter (SK Puntigamer Sturm Graz), Ferdinand Feldhofer, Václav Koloušek (FC Wacker Tirol), Jürgen Panis, Michael Wagner (VfB Admira Wacker Mödling), Sanel Kuljic (SV Ried)
Anmerkung: Die Spieler der SV Ried spielten aufgrund der Vorbereitung auf das unmittelbar bevorstehende Spiel im UI-Cup nicht mit. Sanel Kuljic hatte den Verein bereits verlassen und war zum FC Sion gewechselt.
Red Zac-Erste Liga Allstars
Trainer: Michael Streiter (SCR Altach), Karl Daxbacher (FK Austria Magna Amateure)
Feld: Mario Krassnitzer, Oliver Mattle (SCR Altach), Sascha Laschet, Florian Klein (LASK Linz), Ramazan Özcan, Armin Hobel (SC Austria Lustenau), Florian Metz, Christoph Saurer (FK Austria Wien Amateure), Daniel Hofer, Georges Panagiotopoulos (FC Gratkorn), Markus Briza, Markus Aigner (DSV Leoben), Gernot Messner, Sandro Zakany (FC Kelag Kärnten), Mark Prettenthaler, Martin Six (SV Stadtwerke Kapfenberg), Christoph Cemernjak, Philipp Weissenberger (SC Dialog Schwanenstadt), Amir Bradaric (SC-ESV Parndorf 1919), Alexander Ziervogel (TSV Hartberg), Harun Erbek (FC Lustenau 07)
Anmerkung: Spieler des Absteigers der Red Zac-Ersten Liga, FC Kufstein, konnten nicht gewählt werden, dafür aber die Spieler der 3 Aufsteiger aus den Regionalligen, SC-ESV Parndorf 1919, TSV Hartberg und FC Lustenau 07.
Das Spiel fand am 14. Juli 2006 in Ried statt und endete mit einem 3:3-Unentschieden. Es sollte ein Fest mit ansehnlichem Fußball, vielen Zuschauern und vor allem auch eine Menge Spaß werden, was sich aber als Flop herausstellte. Stimmung und Zuschauer waren spärlich, wahrscheinlich auch aufgrund des relativ faden Fußballs. Das Pausenprogramm, ein Volley-Schießen, brachte auch keine Begeisterung. Von den Veranstaltern wurde daher darüber nachgedacht, ob nicht stattdessen die Nationalmannschaft gegen die besten Legionäre spielen sollte.